# Antiblemma fulvipicta
Antiblemma fulvipicta là một loài bướm đêm trong họ Erebidae.